# V. Vlad havasalföldi fejedelem
V. Vlad vagy Vlăduț, Kis Vlad (románul: Vlad cel Tânăr), (1488 – 1512. január 23., Bukarest) Havasalföld fejedelme 1510-től haláláig.
I. Mihnea vetélytársa volt. A források szerint gyengeelméjű fejedelem volt, aki meghódolt II. Ulászló magyar királynak. A törökökkel szövetkezett bojárok ölték meg.